# 972

## Събития
- Ярополк I наследява баща си Светослав I като княз на Киевска Рус.
- Отон II сключва брак с византийската принцеса Теофано, племенница на източния Римски Император Йоан Цимисхий.

## Родени
- 27 март – Робер II, крал на Франция († 1031)

## Починали
- Светослав I, княз на Киевска Рус (* ок. 945)
- Лиутпранд, епископ на Кремона (* 920)